# Heterarmia inculta
Heterarmia inculta là một loài bướm đêm trong họ Geometridae.